# Barisey-la-Côte
Barisey-la-Côte é uma comuna francesa na região administrativa de Grande Leste, no departamento de Meurthe-et-Moselle. Estende-se por uma área de 3,87 km². Em 2010 a comuna tinha 243 habitantes (densidade: 62,8 hab./km²).